# Rạp Sinh Viên
Rạp Sinh viên là một rạp chiếu bóng có từ những năm 80 của thế kỷ trước. Hồi đó, nơi đây là điểm chiếu bóng ngoài trời thuộc CLB Thanh niên của thành phố. Với 1.200 chỗ ngồi, lúc nào điểm chiếu bóng cũng chật kín.Rạp có vị trí đẹp ngay trên hồ. Ngày nay Với những tiện nghi tốt như gần 500 chỗ ngồi thuận tiện cho bạn theo dõi thẳng màn ảnh không bị lệch bên. Màn ảnh rộng, âm thanh lập thể, phim chất lượng tốt. Những phim mới và ăn khách luôn được cập nhật.